# 5709 Tamyeunleung
Az 5709 Tamyeunleung (ideiglenes jelöléssel 1977 TS3) a Naprendszer kisbolygóövében található aszteroida. A Bíbor-hegyi Obszervatórium fedezte fel 1977. október 12-én.